# 199 Byblis
199 Byblis је астероид главног астероидног појаса са средњом удаљеношћу од Сунца која износи 3,178 астрономских јединица (АЈ).
Апсолутна магнитуда астероида је 8,3 а геометријски албедо 0,251.